# Strada senza uscita

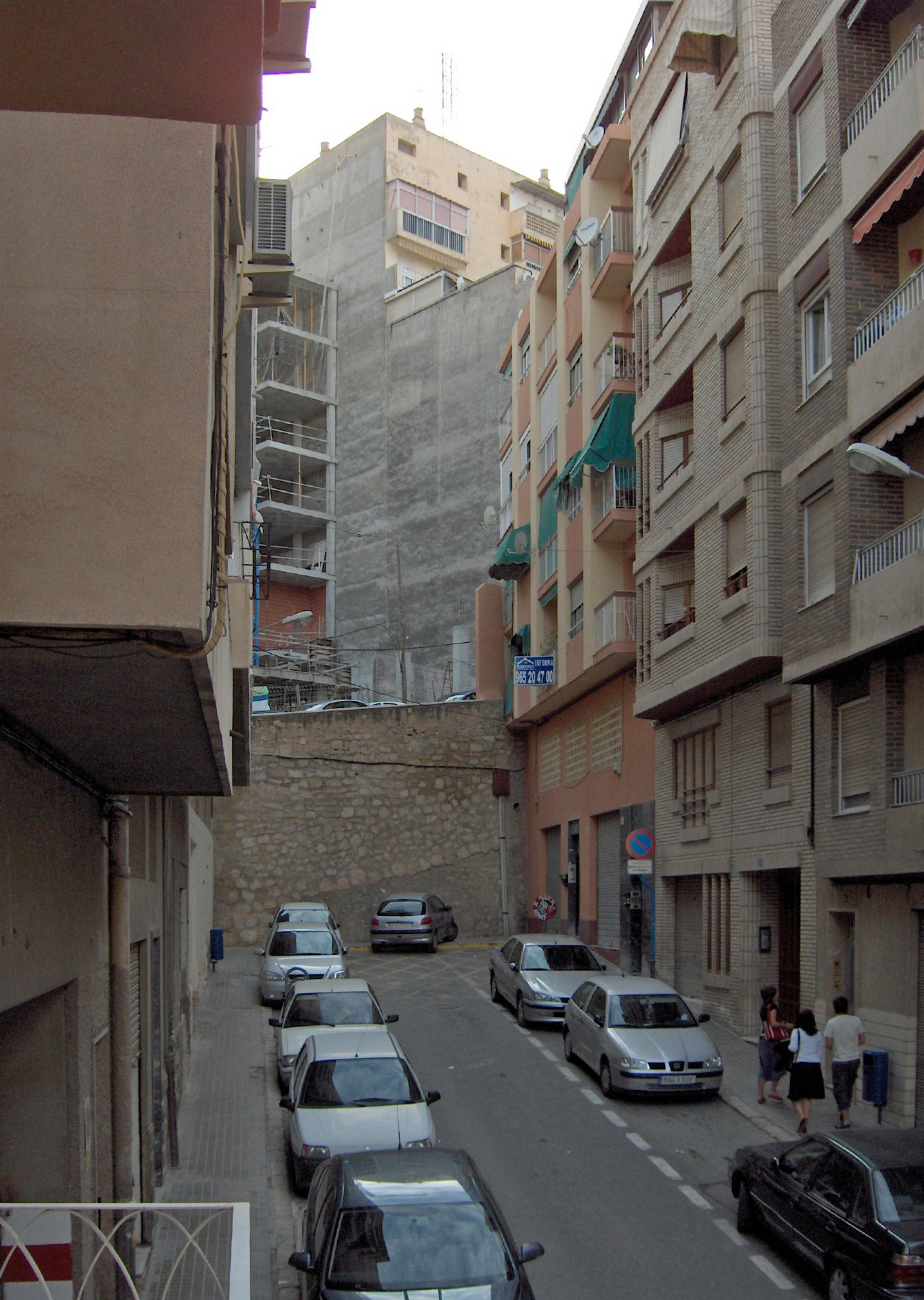
Una strada senza uscita ad Alicante, in Spagna

Una strada senza uscita, nota anche come vicolo cieco, cul-de-sac o, più raramente, nella forma italiana cul di sacco, è una strada con un solo ingresso o sbocco.
Storicamente costruita per altre ragioni, una delle sue funzioni moderne è quella di rallentamento del traffico.
Metaforicamente viene usata l'espressione cul-de-sac per indicare una situazione di stallo, senza possibilità di uscita.

## Segnaletica

Europa
Giamaica
Emirati Arabi Uniti
Canada
Quebec, Canada
Nuova Zelanda
Stati Uniti d'America